# Месопотамские походы Ардашира I
Месопотамские походы Ардашира I — один из ранних эпизодов Римско-персидских войн, включавший несколько военных походов правителя государства Сасанидов Ардашира I (224—241) на территорию принадлежавшей Римской империи Месопотамии.
Около 224 года правитель Парса Ардашир Папакан начал мятеж парфянского царя Артабана V из династии Аршакидов. События, приведшие к падению Парфянского царства, восхождению к власти династии Сасанидов и основанию новой империи стали не только переломным моментом в истории Ирана, но и новым испытанием его отношений с Римом. Хотя вначале враждебное отношение Ардашира к Риму было простым продолжением парфянских настроений, в течение первых нескольких лет своего правления шахиншах упрочил свою власть в достаточной степени, чтобы его амбиции угрожали большей части территорий восточной Римской империи.

## Предыстория
Борьба Рима с Парфией, а затем и с государством Сасанидов имела глубокие экономические причины. Торговля Римской империи с Индией и Китаем, важнейшее место в которой занимал шёлк, проходила через северную Месопотамию или юго-западную Армению, а затем через Иран или Среднюю Азию. Тем же путём товары шли в обратном направлении. Большое значение также имели пути из Месопотамии на север, в Армению и Грузию. Стремясь упрочить контроль за торговыми путями, уменьшив при этом торговые издержки, Римская империя неуклонно продвигала свои границы на восток, тесня Парфию. В 115 году император Траян вторгся в Армению, где встретил упорное сопротивление. Это сопротивление, а также неудовольствие Парфии вынудили империю временно приостановить свою экспансию в Закавказье. Последующие военные действия (разорение Арташата в 163 году и парфянский поход Каракаллы в 216 году) также не привели к установлению римского контроля над Арменией. Более успешными были действия Рима в Месопотамии, где к концу II века была сформирована провинция, обеспечив военное присутствие империи в верховьях Тигра и Евфрата. Территориальные приобретения в регионе среднего Евфрата при Марке Аврелии (161—180) не изменили существенно баланс сил, а независимые царства Осроена и Хатра служили буфером между великими империями.
Согласно сведениям арабского историка X века ат-Табари, мятеж против Артабана V (216—224) начал правитель города Истахр в Парса Папак. Его старший сын Шапур, а затем младший Ардашир установили власть над всем Парсом. Около 224 года Артабан V попробовал восстановить свою власть в провинции, но потерпел поражение в битве при Ормиздагане и был убит. Таким образом потомки Папака установили в Иране власть новой династии, идеологической основой которой стали зороастризм и понимание правителя как военного лидера. Современники событий, римские историки Дион Кассий и Геродиан полагали, что претензии Ардашира выйдут за рамки границ Парфянского царства и что он будет претендовать на все территории, которые когда-то принадлежали его ахеменидским предшественникам. Такой позиции, по-видимому, придерживались и римские императоры, рассматривая себя в своём противостоянии Парфии наследниками и продолжателями военных свершений Александра Македонского. Достоверных свидетельств о точке зрения самих сасанидских монархов III века по днному вопросу нет. В конце 220-х годов Ардашир I ещё не до конца консолидировал власть на пространстве, ранее контролировавшемся Парфией. Ряд территорий, таких как Харакена на побережье Персидского залива и Адиабена в верхней Месопотамии, оставались непокорёнными как минимум до 260 года, если судить по тому, что они не упоминаются в надписи ŠKZ Шапура I. Приоритетными направлениями экспансии для Ардашира стали государства, которым была оказана явная поддержка Римской империей. Хатра, включённая в империю между 198 и 217 годами, сохраняя относительную независимость под властью своего царя Санатрука II, контролировала арабские племена в регионе. Примерно в 229 году Ардашир попытался захватить город, желая, по мнению Диона Кассия, сделать его базой для своих операций против римлян. Однако оборона города, чьи защитные сооружения, согласно археологическим данным, достигали 30 метров и позволили дважды выдержать осаду армии Септимия Севера, на этот раз оказалась неприступной для армии молодого сасанидского государства.
Главным центром сопротивления Ардаширу в течение длительного времени — одиннадцати лет, согласно Агафангелу, или даже до смерти императора Филиппа Араба в 249 году согласно Мовсесу Хоренаци, — была Армения, оставшаяся под властью родственников парфянских царей. Хронологию действий Ардашира против Армении сложно точно определить, но, вероятно, его первые походы против армянских Аршакидов были предприняты в то же время, что и первый поход против Хатры, и были столь же неудачны. Подробный рассказ Агафангела, являющийся компиляцией V века, включающий описание рейдов в Асуристан и захвата Ктесифона, вероятно, преувеличивает масштаб и значения событий в Армении в 220—230-х годах.
В 230 или 231 году Ардашир, сочтя имеющиеся в своём распоряжении ресурсы достаточными, чтобы вступить в столкновение с Римской империей, повёл свои войска в Месопотамию и Сирию, осадил Нисибис и даже достиг Каппадокии. По свидетельству Диона Кассия, император Александр Север не был готов к такому развитию событий, а его армия в той части империи находилась в неудовлетворительном состоянии. Геродиан сообщает, что «царю царей» было направлено посольство с посланием от императора, в котором предлагалось придерживаться существующих границ и напоминалось о великих победах Августа, Траяна и Септимия Севера. Ардашир это предупреждение проигнорировал и продолжил разорять Месопотамию. Император Александр Север переместил свою резиденцию на восток в 231—232 годах, занимаясь реорганизацией системы укреплений на восточной границе. Ему удалось достигнуть соглашения с Хатрой о вводе в неё римских войск на правах союзника. Сообщения источников об этой кампании противоречивы. «История Августов» утверждает, что Александр Север победил Ардашира, после чего отпраздновал блестящий триумф, с другой стороны, Геродиан делает вывод, что поход в целом завершился поражением Римской империи.
Свидетельств о том, был ли после данных военных действий подписан мирный договор, не сохранилось, равно как и о каких-либо территориальных изменениях.

## Силы сторон
Согласно эпиграфическим свидетельствам, к началу военных действий в Хатре было некоторое римское военное присутствие, а сам город был хорошо укреплён и мог выдержать долгую осаду. Около 235 года в город была введена вспомогательная когорта IX Maurorum Gordiana.

## Ход войны
Волнения в Римской империи, начавшиеся после убийства в 235 году Александра Севера, спровоцировали Ардашира на новое вторжение на Запад. Хотя Армения всё ещё не была усмирена, Ардашир в 237 году начал новую военную экспедицию в римскую Месопотамию, захватив важные города Нисибис и Карры.
Важным достижением этой кампании для персов стал захват Хатры. Какой-либо информации о том, как город, наконец, был захвачен, не сохранилось. Согласно арабской легенде, это произошло 12 апреля 240 года благодаря тому, что полюбившая Шапура дочь местного царя предала персам город.

## Последствия
Сложно объяснить, зачем персам понадобилось захватывать Хатру. Его стратегическое значение в будущих войнах оказалось невелико. Расположенная в 100 километрах к юго-востоку от ближайшей римской военной базы, Сингары, которая, в свою очередь, считалась чрезвычайно удалённой, Хатра не могла стать опорным пунктом вторжения. В результате город был вскоре оставлен персами.
Важным последствием этих событий стало начало упадка торгового значения Хатры, Дура-Европоса, Пальмиры и других «караванных городов», процветавших, несмотря на римско-парфянские войны, — Сасаниды пытались сосредоточить торговлю в своих руках, однако они не были хорошими торговцами.